# Завада Микита Михайлович
Микита Михайлович Завада  (нар. 18 листопада 2005, Харків) — український спортсмен із настільного тенісу. Член збірної України, майстер спорту України з настільного тенісу..

## Життєпис
Народився 18 листопада 2005 року в Харкові. У 2012 році вступив до загальноосвітньої школи № 24 м. Харкова і розпочав займатися настільним тенісом у комплексній дитячо-юнацькій спортивній школі «ХТЗ» під керівництвом тренерів Олександра Ясіна та Артема Чередниченка. З 2014 року постійний учасник чемпіонатів України серед мінікадетів, кадетів.  
У 2018 році перейшов на навчання до Дніпровського фахового коледжу спорту, де продовжив тренування в клубі настільного тенісу «Білі блискавки» під керівництвом Сергія Коркіна, Максима Черепніна та Артура Лопатнюка.

## Спортивний життєпис

### Мінікадетський період
У 2016 році посідає друге місце в особистому та парному розрядах (разом із Ярославом Олеськевичем) на чемпіонаті України серед мінікадетів  (Жовква, 24–28 травня). Того ж року виступає в Білорусі на міжнародному турнірі пам'яті Тані Карпінської та завойовує бронзову медаль в особистому заліку та срібну — у складі команди України.
У 2017 році на чемпіонаті України серед мінікадетів (Жовква, 29 травня — 3 червня) добивається трьох медалей. Цього ж року, виступаючи на міжнародному турнірі пам'яті Тані Карпінської в Могильові, посідає друге місце в особистому розряді та перше місце в складі команди від України.  
Улітку 2018 року він разом із командою отримує срібні медалі на міжнародному турнірі пам'яті тренера Броніслави Балайшене — Lithuanian Cadet & Mini Cadet Open, який проходив під егідою МФНТ (Вільнюс, 15–17 червня).

### Кадетський період
У вересні 2018 році Микита Завада переходить на навчання до Дніпровського фахового коледжу спорту. У жовтні цього року він стає бронзовим призером турніру найсильніших кадетів України (тенісистів 2004 р. н. та молодше), який проходив в Умані (5–12 жовтня). За підсумками року, потрапляє до складу національної кадетської збірної України з настільного тенісу.
Починаючи з 2018 року бере участь у Клубному чемпіонаті України. У сезоні 2018—2019 виступає в Регіональній лізі Східного регіону за команду «ДВУФК» (Дніпро) та у вищій лізі за команду «ДВУФК-ДЮСШ №13» (Дніпро). У сезоні 2019—2020 розпочинає грати в суперлізі України за команду «MobilDim» (Луцьк — Ковель).
На чемпіонаті України серед кадетів (Чернігів, 9–13 жовтня 2019) стає абсолютним чемпіоном, узявши чотири золотих медалі.
На чемпіонаті України серед молоді, гравців віком до 21 року (Чернігів, 12–16 листопаду 2019) виконує норматив майстра спорту України, граючи в парі з Ярославом Олеськевичем.